# Mixen (muziek)
Mixen (ook wel: doormixen of doorstarten) is in dj-termen het op zodanige manier maken van een overgang tussen twee verschillende muziekstukken dat het (bijna) niet te horen is dat er een overgang plaatsvindt en/of zodanig dat het samen melodieus klinkt. Dit begrip wordt (vooral) gebruikt in relatie tot het laten samenvloeien van dansmuziek.
Het mixen vindt zijn oorsprong in het midden van de jaren zeventig toen diskjockeys in clubs en discotheken meer gingen doen dan het louter aan- en afkondigen van de gedraaide nummers. Enerzijds werd begonnen met het spreken op de maat van (instrumentale delen van) de muziek (de oorsprong van het zogenaamde rappen) en anderzijds maakten de dj's een dusdanige overgang tussen de nummers, dat men gewoon kon blijven verder dansen. Eind jaren zeventig begon het mixen aan een opmars in de Nederlandse discotheken, dat reeds toen door een zekere incrowd tot 'draaikunst' werd verheven. Uit die tijd stammen ook de zogenaamde "DJ battles", competities waarin dj's het tegen elkaar opnemen, met toenmalige wereldkampioenen als DJ Cash Money (New York).
Sinds eind jaren tachtig zijn de dj's die in discotheken, clubs en op dansfeesten draaien vrijwel allen mixende dj's (in tegenstelling tot het merendeel van de radio-dj's). Naast de keuze van de gedraaide nummers werd ook de mixvaardigheid een belangrijke succesfactor voor een dj. Op internationaal niveau genieten naast Amerikaanse en Engelse, vooral ook de Nederlandse dj's grote bekendheid en aanzien in de danswereld vanwege hun mixvaardigheden (en later ook hun productievaardigheden). De bekende voorbeelden daarvan zijn DJ Tiësto, Armin van Buuren, Afrojack, en Ferry Corsten.

## Standaardbenodigdheden
- Platen-, cd-speler met pitch-control en/of computer
- Een mengpaneel of mixer
- Een hoofdtelefoon
- Een geluidsinstallatie

In plaats van platen- of cd-spelers, worden ook computers (al of niet met mixsoftware) als geluidsdrager gebruikt. Het overgrote deel van de dj's gebruikt anno 2010 echter cd-spelers. Omdat cd-spelers aanvankelijk niet de fysieke bewerkingsmogelijkheden van een platenspeler hadden, is de platenindustrie lange tijd (ten behoeve van dj's) doorgegaan met de productie van vinyl (platen). Cd's werden eenvoudigweg niet of nauwelijks gebruikt door mixende dj's omdat de beschikbare cd-spelers niet secuur genoeg reageerden op 'commando's' van de dj (starten, stoppen, afspeelsnelheid bijstellen et cetera). Rond het jaar 2000 kwam daar verandering in met de komst van cd-spelers die qua bewerkingsmogelijkheden grote overeenkomst vertoonden met platenspelers.
Wereldwijd is de meest gebruikte platenspeler voor het mixen de Technics 1200-serie. Een direct aangedreven (in tegenstelling tot met een snaar aangedreven) platenspeler met een mogelijkheid tot graduele aanpassing van de snelheid (pitch-control) op zowel 33 als 45 toeren per minuut. De in het professionele circuit meest gebruikte cd-speler is de Pioneer CDJ-serie. Het gaat om een cd-speler waarop een grote ronde schijf is gemaakt die is bedoeld om de fysieke eigenschappen en daarmee de bewerkingsmogelijkheden van een vinylplaat na te bootsen. In 2009 heeft Pioneer daarvan een uitvoering op de markt gebracht (de CDJ 2000) waarbij de cd als geluidsdrager vervangen kan worden door een 'harde schijf'. Deze speler kan niet alleen cd's lezen en afspelen, maar ook opslagmedia als harde schijven van computers en USB-sticks, waarop muziek in allerlei formaten is opgeslagen.
Het mengpaneel (of: mixer) stuurt de binnenkomende signalen van de afspeelapparatuur (platenspeler, cd-speler en/of computer) naar de geluidsinstallatie. Het kenmerkende van een mengpaneel is dat hiermee de gescheiden binnenkomende signalen kunnen worden samengevoegd (gemengd) tot één uitgaand signaal. De wijze waarop een binnenkomend signaal bijdraagt aan het uitgaande signaal (volume, frequentieverdeling) kan per signaal worden geregeld door de dj.
De hoofdtelefoon is nodig om de binnenkomende signalen te horen die (nog) niet worden doorgestuurd naar de geluidsinstallatie (voorbeluisteren).
In veel gevallen zal ook een zogenaamde monitor benodigd zijn, een geluidsbox die dicht bij de dj staat, waardoor deze goed kan horen hoe het uitgaand signaal klinkt. In veel gevallen staat de dj immers op een plaats waar het geluid van de geluidsinstallatie enigszins vertraagd aankomt. Omdat de dj het uitgaande signaal wil mixen, moet het voor hem of haar goed hoorbaar zijn.

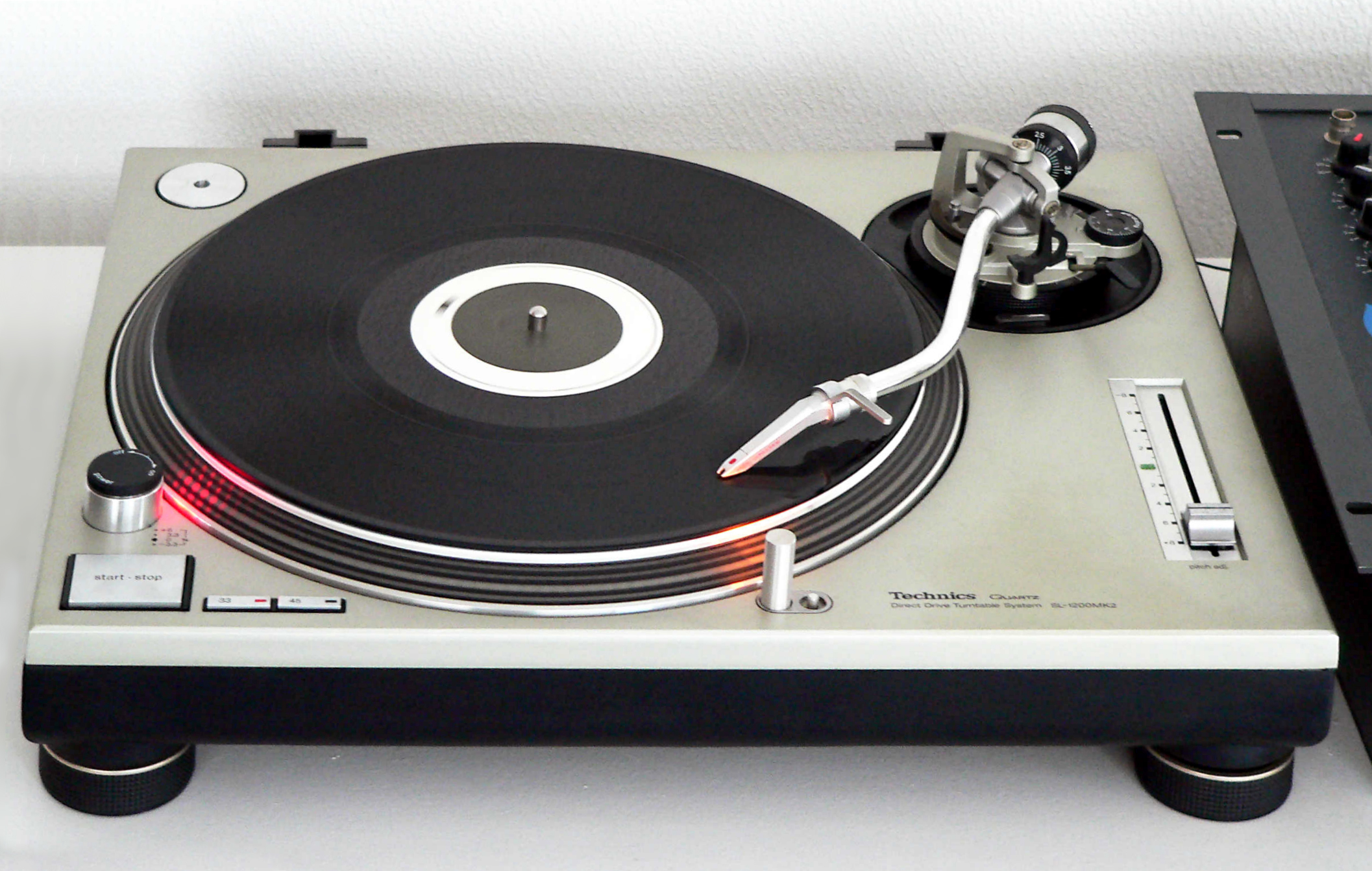
Technics 1200-serie
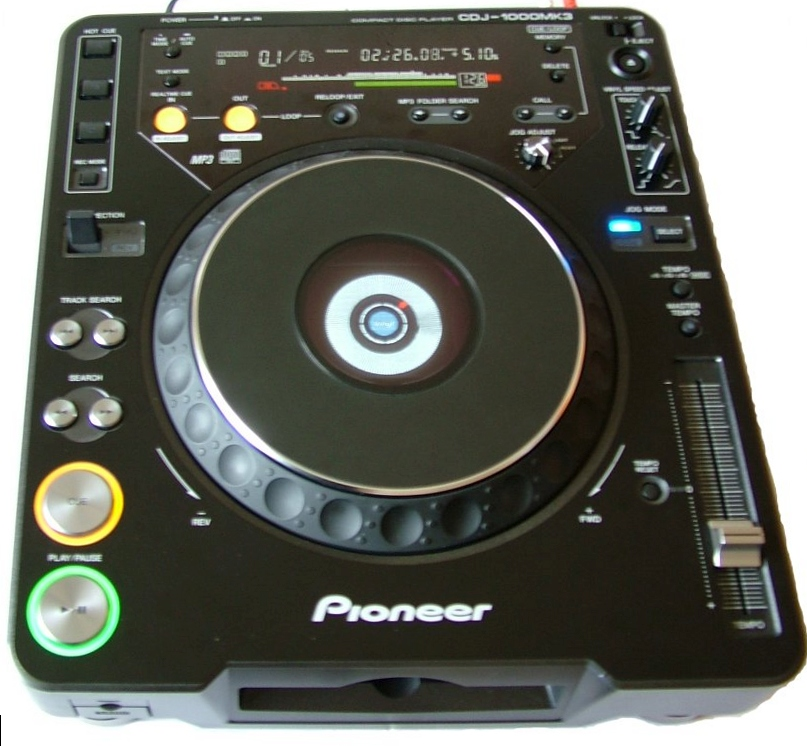
Pioneer CDJ-serie
Mengpaneel (Pioneer)
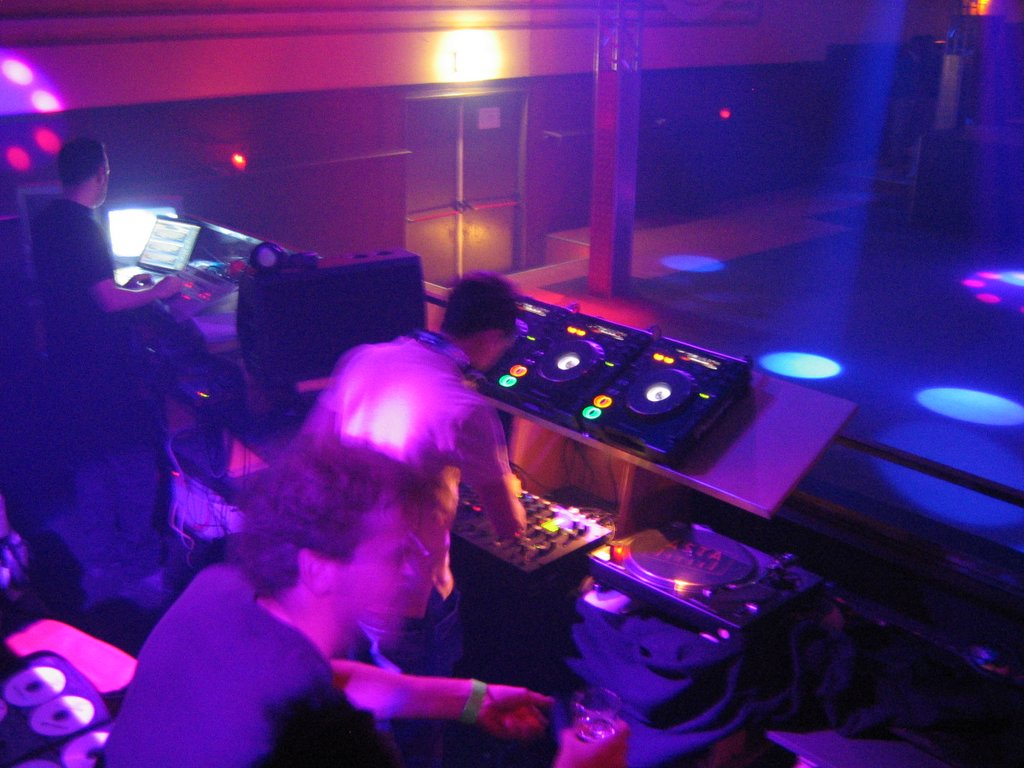
Een dj-opstelling

## Algemene werkwijze
- Eerst zoekt de dj twee of meer nummers of fragmenten bij elkaar.
- Dan wordt eerst op de hoofdtelefoon het tempo (beats per minute, zie onder) van de nummers/fragmenten aan elkaar aangepast (met de pitch-control).
- Op het juiste moment kan de dj de nummers in elkaar laten overvloeien met behulp van het mengpaneel.

Er worden inmiddels vele verschillende werkwijzen en mixtechnieken toegepast, afhankelijk van de gebruikte muziekdragers (vinylplaten, cd's, computers), het gebruikte mengpaneel en het beoogde effect van de overgang/opeenvolging van de muziek.
In veruit de meeste gevallen wordt beoogd om de twee opeenvolgende muzieknummers qua tempo op elkaar te laten aansluiten. Dit tempo wordt uitgedrukt in beats per minute (bpm). Het gelijkmaken van de bpm-waarden van de nummers gebeurt door middel van de zogenaamde pitch-control: een knop waarmee de dj de afspeelsnelheid van de muziek (en dus het ritme) gradueel kan wijzigen.
De opeenvolgende (dans)nummers blijven door het mixen ononderbroken, waardoor het dansende publiek geen pauzes hoort c.q. ervaart tussen de muzieknummers.